# 台東区立松葉小学校
台東区立松葉小学校（たいとうくりつ まつばしょうがっこう）は、東京都台東区松が谷1丁目にある公立小学校。

## 沿革
この節の出典
- 1904年（明治37年）
  - 6月15日 - 東京市立松葉尋常小学校として開校[1]。
  - 10月 - 開校を祝う式典挙行。
- 1923年（大正12年）9月1日 - 12時頃に発生した関東大震災により、校舎焼失。バラックやテントで授業を行った。
- 1929年（昭和4年） - 鉄筋の校舎が完成。
- 1944年（昭和19年）頃 - 戦局の悪化により、学童疎開実施。
- 1945年（昭和20年）3月9日 - この日から翌日にかけての東京大空襲により、下町が焼け野原となるが、校舎はほぼ無事だった。
- 2006年（平成18年）4月 - 特別支援学級開級。

## 通学区域
東京都台東区教育委員会によって指定されている松葉小学校の通学区域は、以下の通り。
- 松が谷一丁目（全域）
- 松が谷二丁目（全域）
- 松が谷三丁目（1番-9番、17番1号-5号・13号）
- 西浅草一丁目（全域）
- 西浅草二丁目（3番-9番、17番-24番）
- 元浅草四丁目（5番7号-16号、7番1号-3号・17号-23号）

## 進学先中学校
公立中学校に進学する場合は次の2校が東京都台東区教育委員会により指定されている。
- 台東区立駒形中学校 - 松が谷一丁目、松が谷二丁目、松が谷三丁目（1番-9番、17番1号-5号・13号）、西浅草二丁目（3番-9番、17番-24番）、元浅草四丁目（5番7号-16号、7番1号-3号・17号-23号）から通う児童
- 台東区立浅草中学校 - 西浅草一丁目から通う児童

## アクセス
- 東京メトロ銀座線
  - 稲荷町駅（2番・3番出口）から、徒歩6分。
  - 田原町駅（3番出口）から、徒歩7分。
- 首都圏新都市鉄道つくばエクスプレス線浅草駅から、徒歩9分。
- なお、学校ホームページ内には記載無いが、都営バス「上23」・「上46」・「草63」の各系統で、「東上野六丁目」バス停からもアクセス可能。

## 周辺
- 台東区社会福祉事業団松が谷児童館 - 同一建物内。
- 台東区立松葉公園 - 台東区道をはさんで、敷地が隣接。
- 浄土宗用明山聖徳寺 - 台東区道をはさんで、敷地が隣接。
  - なお、聖徳寺以外の神社・仏閣も点在する。
- 台東松が谷郵便局
- 東京ガスライフパル台東
- 台東区松が谷福祉会館
- 東京都道463号上野月島線
- 東京メトロ銀座線 - 都道463号線の地下を通る。
- このほか、マンション・アパートなどの住宅施設も点在する。

## 卒業生
- 安達祐実 - 女優
- 栄米治 - 建築家

## その他
- 昭和27年頃に台東区内の人口増による中学校の不足により、本校を廃校にする案が出た際、地元で反対運動が起こり、当時5年生だった男子児童が吉田茂内閣総理大臣に手紙を送り、それが新聞に取り上げられて、その結果吉田首相と地元出身で当時文部大臣だった安藤正純との話し合いの結果、廃校が撤廃となった[2][6]。